# Мукаев, Ербулат Рахметович
Ербулат Рахметович Мукаев (каз. Ерболат Рахметұлы Мұқаев, род. 8 декабря 1961 года, с. Фурманово, Фурмановский район, Уральская область, Казахская ССР) — казахстанский государственный деятель, депутат Сената Парламента Республики Казахстан (2008—2020).

## Биография
Окончил Гурьевский педагогический институт, Высшую комсомольскую школу при ЦК ВЛКСМ, Западно-Казахстанский инженерно-технологический университет.
После окончания вуза работал учителем физики Фурмановской средней школы Фурмановского (ныне Казталовского) района.
1980—1992 гг. — работал в комсомольских и партийных организациях Западно-Казахстанской области.
1992—1996 гг. — начальник Жалпакталского районного отдела статистики, заместитель акима Жалпакталского района Западно-Казахстанской области.
1996—2005 гг. — занимал руководящие должности в аппарате акима Западно-Казахстанской области, заместитель начальника областного управления труда, занятости и социальной защиты населения.
Ноябрь 2005—2007 гг. — заместитель акима города Уральска.
Октябрь 2007 — октябрь 2008 г. — руководитель аппарата акима Западно-Казахстанской области.
С октября 2008 по 2020 г. — депутат Сената Парламента Республики Казахстана от Западно-Казахстанской области. Переизбран в 2014 году.
С 12 февраля 2021 года — руководитель аппарата Министерства индустрии и инфраструктурного развития Республики Казахстан.

## Награды
- Орден «Парасат» (2016)
- Орден «Содружество» (2019)[3]
- Медаль «10 лет Астане»
- Орден «Содружество» (21 ноября 2019 года, Межпарламентская ассамблея СНГ) — за активное участие в деятельности Межпарламентской Ассамблеи и её органов, вклад в укрепление дружбы между народами государств — участников Содружества Независимых Государств[4]
- Медаль «За укрепление парламентского сотрудничества» (26 ноября 2015 года, Межпарламентская ассамблея СНГ) — за особый вклад в развитие парламентаризма, укрепление демократии, обеспечение прав и свобод граждан в государствах — участниках Содружества Независимых Государств[5]
- Юбилейная медаль «МПА СНГ. 20 лет» (11 апреля 2013 года, Межпарламентская ассамблея СНГ) — за вклад в развитие и совершенствование правовых основ функционирования Содружества Независимых Государств, модельного и национального законодательства государств — участников МПА СНГ, а также в укрепление международных связей и межпарламентского сотрудничества[6]
- Медаль «МПА СНГ. 25 лет» (27 марта 2017 года, Межпарламентская ассамблея СНГ) — за заслуги в деле развития и укрепления парламентаризма, за вклад в развитие и совершенствование правовых основ функционирования Содружества Независимых Государств, укрепление международных связей и межпарламентского сотрудничества[7]
- Почётная грамота Межпарламентской ассамблеи СНГ (2011 год, Межпарламентская ассамблея СНГ)[8]